# Système d'armes létales autonome
Pour les articles homonymes, voir Sala.
Un système d'armes létales autonome (SALA) ou robot tueur (en anglais, lethal autonomous weapon (LAW), lethal autonomous weapon system (LAWS), autonomous weapon system (AWS), robotic weapon, killer robot ou slaughterbot) est un automate capable de mener une action létale de manière automatisée sans interventions humaines. Il peut s'agir, mais pas seulement, d'un drone ou d'un système fixe tel le Samsung SGR-A1 sud-coréen. Cette terminologie date des années 2010, mais sa définition n'est pas encore totalement arrêtée en 2020.
D'après une communication de l’Organisation des Nations unies de 2018, les robots seraient sur le point d'être dotés d'une intelligence artificielle. En 2021, dans l'immense majorité des armées régulières, l’ouverture du feu reste conditionnée à une décision humaine. L'intégration de systèmes d'armes létales autonomes au sein des armées françaises fait partie d'un des avis demandés par la ministre des Armées Florence Parly au COMEDEF en 2020.
Lors de la fusillade à Dallas en 2016, la police américaine a fait pour la première fois usage d'un robot armé télécommandé pour éliminer Micah Johnson, 25 ans, assassin de cinq policiers retranché dans un garage. Mais il était téléguidé et le tir ordonné par l'opérateur.
La première utilisation au combat de systèmes d’armes létales autonomes tels que le Kargu-2 de STM (en) et d’autres munitions rôdeuses d'origine turque a eu lieu en 2020 durant la deuxième guerre civile libyenne.

## Définition de l'autonomie pour une arme
Le terme autonome a des significations différentes selon les domaines d'étude. En ingénierie, il peut faire référence à la capacité d'une machine à fonctionner sans interventions humaines. En philosophie, il peut faire référence à l'indépendance morale d'un individu. En sciences politiques, il peut faire référence à la capacité d'une région à s'autogouverner. En matière de développement d'armes militaires, l'identification d'une arme comme étant autonome n'est pas aussi claire que dans d'autres domaines. La norme spécifique impliquée dans le concept d'autonomie peut varier énormément entre différents chercheurs, nations et organisations.
Différentes personnes ont différentes définitions de ce qui constitue une arme autonome létale. Heather Roff, rédactrice à la Case Western Reserve University School of Law (en), décrit les systèmes d'armes létales autonomes comme « des systèmes d'armes, capables d'apprendre et d'adapter leur fonctionnement en réponse à des circonstances changeantes dans l'environnement dans lequel [elles sont] déployées, ainsi que capables de prendre des décisions de tir par elles-mêmes ». Cette définition des systèmes d'armes létales autonomes propose un seuil assez élevé comparativement aux définitions d'universitaires tels que Peter Asaro et Mark Gubrud (voir ci-dessous).
Des universitaires tels que Peter Asaro et Mark Gubrud abaissent le seuil définissant qu'un système d'armes létales autonome. Ils estiment que tout système d'armes capable de libérer une force létale sans l'opération, la décision ou la confirmation d'un superviseur humain peut être considéré comme autonome. Selon Gubrud, un système d'armes fonctionnant partiellement ou totalement sans intervention humaine est considéré comme autonome. Il affirme qu'un système d'armes n'a pas besoin d'être capable de prendre des décisions complètement seul pour être qualifié d'autonome. Au contraire, il devrait être considéré comme autonome dès qu'il participe activement à une ou plusieurs parties du processus de préparation, depuis la recherche de la cible jusqu'au tir final,.
D'autres organisations, cependant, placent le seuil des systèmes d'armes létales autonomes à un niveau plus élevé. Le ministère de la Défense du Royaume-Uni définit les systèmes d'armes létales autonomes comme « des systèmes capables de comprendre une intention et une direction de niveau supérieur. À partir de cette compréhension et de la perception de son environnement, un tel système est capable de prendre les mesures appropriées pour atteindre l'état souhaité. Il est capable de décider d'un plan d'action, à partir d'un certain nombre d'alternatives, sans dépendre de la surveillance et du contrôle humains - un tel engagement humain avec le système peut néanmoins être présent. Si l'activité globale d'un aéronef télépiloté autonome est prévisible, les actions individuelles peuvent ne pas l'être ».
La conclusion d'un traité entre États nécessite une définition communément acceptée de ce qui constitue exactement une arme autonome.

## Systèmes défensifs automatiques
La plus ancienne arme létale à déclenchement automatique est la mine terrestre, utilisée depuis au moins les années 1600, et les mines marines, utilisées depuis au moins les années 1700. Les mines antipersonnel sont interdites dans de nombreux pays par le traité d'Ottawa de 1997, des exceptions notables étant les États-Unis, la Russie et une grande partie de l'Asie et du Moyen-Orient.
Certains exemples actuels de SALA sont les systèmes de protection active automatisés tueurs, tels que les systèmes d'arme rapprochés guidés par radar utilisés pour défendre les navires qui sont utilisés depuis les années 1970 (par exemple, le Phalanx CIWS américain). Ces systèmes sont capables d'identifier et d'attaquer de manière autonome des missiles, des roquettes, des tirs d'artillerie, des aéronefs et des navires de surface en approche, selon des critères définis par l'opérateur humain.
Des systèmes similaires existent pour les chars d'assaut, comme l'Arena russe, le Trophy israélien et l'AMAP-ADS (en) allemand. Plusieurs types de fusils de sentinelle stationnaires, qui peuvent tirer sur des humains et des véhicules, sont utilisés en Corée du Sud et en Israël. De nombreux systèmes de défense antimissile, comme le Dôme de fer israélien, ont également des capacités de ciblage autonome. Les tourelles automatiques installées sur des véhicules militaires sont des systèmes d'arme téléopéré.
La principale raison pour laquelle il n'y a pas d'« humain dans la boucle » dans ces systèmes est la nécessité d'une réponse rapide. Ces systèmes ont généralement été utilisés pour protéger le personnel et les installations contre des ennemis ou des projectiles en approche.

## Systèmes offensifs autonomes
Les systèmes offensifs autonomes comprendraient les drones de combat. « Le prototype de drone de combat non armé BAE Systems Taranis à propulsion par réaction pourrait conduire à un Système de combat aérien du futur capable de rechercher, d'identifier et de localiser des ennemis de manière autonome, mais qui ne peut s'engager avec une cible que lorsque le commandement de la mission l'autorise. Il peut également se défendre contre les avions ennemis » (Heyns 2013, §45). Le drone Northrop Grumman X-47B peut décoller et atterrir sur des porte-avions (démonstration en 2014) ; il fait partie du programme américain Unmanned Carrier-Launched Airborne Surveillance and Strike (système de surveillance et de frappe aéroporté sans pilote, lancé d'un porte-avions).

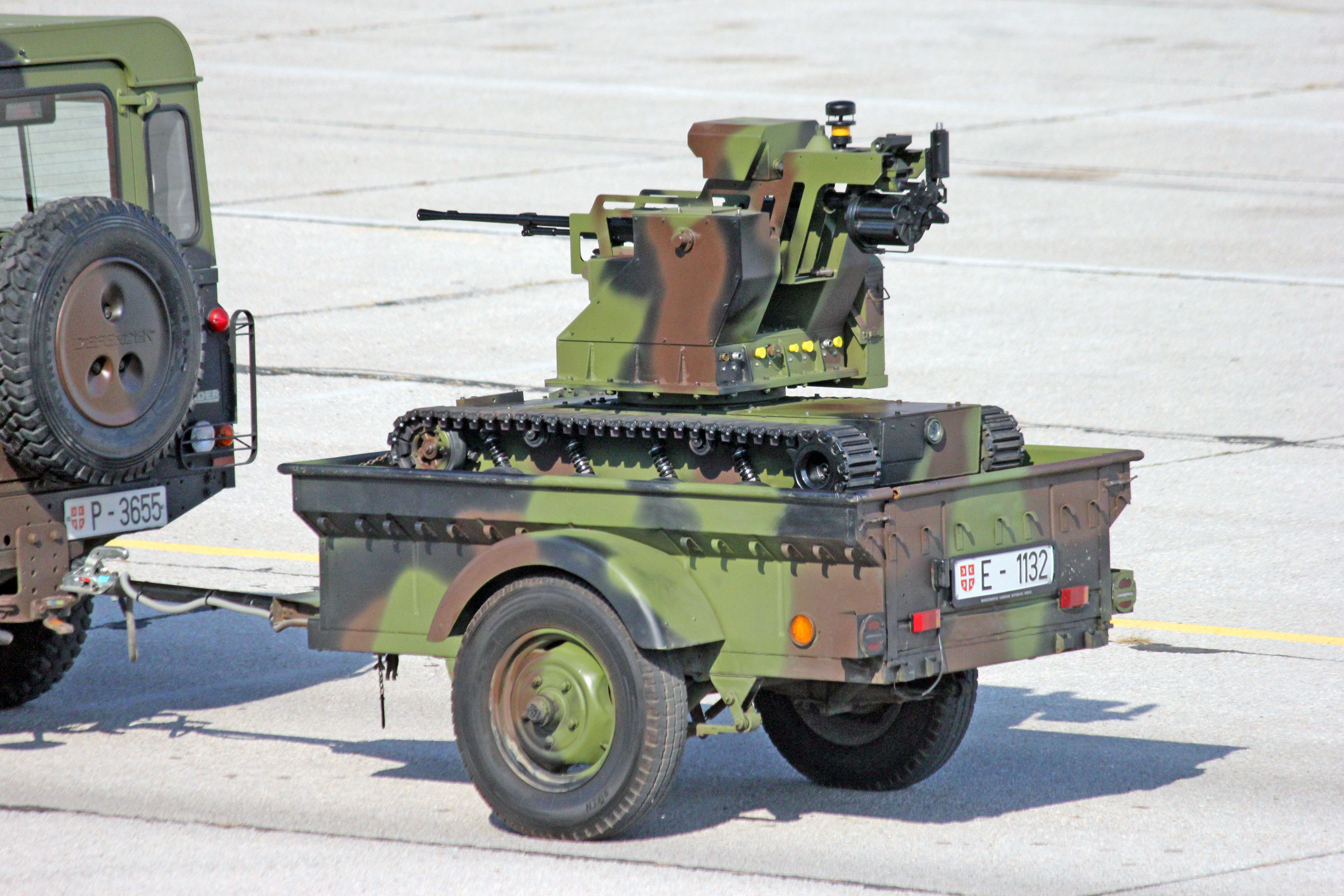
Land Rover Defender serbe tractant une remorque avec le robot de combat chenillé Miloš.

Selon The Economist, à mesure que la technologie progresse, les futures applications des véhicules sous-marins sans pilote pourraient inclure le déminage, la pose de mines, la mise en réseau des capteurs anti-sous-marins dans les eaux contestées, la patrouille avec un sonar actif, le réapprovisionnement des sous-marins habités, et devenir des plateformes de missiles à faible coût. En 2018, la Nuclear Posture Review (en) des États-Unis a allégué que la Russie développe une « nouvelle torpille sous-marine autonome intercontinentale, à armement nucléaire et à propulsion nucléaire" nommée Status-6 Poseidon.
Le ministre israélien Ayoob Kara a déclaré en 2017 qu'Israël développe des robots militaires, y compris des robots aussi petits que des mouches,.
En octobre 2018, Zeng Yi, un cadre supérieur de l'entreprise de défense chinoise Norinco, a prononcé un discours dans lequel il a déclaré que « sur les futurs champs de bataille, il n'y aura pas de personnes qui se battent » et que l'utilisation d'armes létales autonomes dans la guerre est « inévitable ». En 2019, le secrétaire américain à la Défense Mark Esper a fustigé la Chine pour avoir vendu des drones capables de tuer sans interventions humaines.
L'armée britannique a déployé de nouveaux véhicules sans pilote et des robots militaires en 2019.
La marine américaine développe des flottes fantômes de navires sans équipage.
En 2020, un drone Kargu-2 (en), de conception turque, a traqué et attaqué une cible humaine en Libye, selon un rapport du Groupe d'experts sur la Libye du Conseil de sécurité des Nations unies, publié en mars 2021. C'était peut-être la première fois qu'un robot tueur attaquait des êtres humains,.

## Questions éthiques et juridiques

### Norme utilisée dans la politique américaine
La politique américaine actuelle stipule que « Les systèmes d'armes autonomes [...] doivent être conçus pour permettre aux commandants et aux opérateurs d'exercer des niveaux appropriés de jugement humain lors de l'utilisation de la force. ». Toutefois, la politique exige que les systèmes d'armes autonomes qui tuent des personnes ou utilisent la force cinétique, en sélectionnant et en engageant des cibles sans autre intervention humaine, soient certifiés conformes aux niveaux appropriés et à d'autres normes, et non que ces systèmes d'armes qui ne peuvent pas respecter ces normes soient donc interdits.
Les chasseurs tueurs semi-autonomes qui identifient et attaquent des cibles de manière autonome ne nécessitent même pas de certification. Le secrétaire adjoint à la Défense Robert Work a déclaré en 2016 que le ministère de la Défense « ne déléguerait pas l'autorité létale à une machine pour qu'elle prenne une décision », mais qu'il pourrait avoir à reconsidérer cela, car des régimes autoritaires pourraient le faire.
En octobre 2016, le président Barack Obama a déclaré qu'au début de sa carrière, il se méfiait d'un avenir dans lequel un président américain faisant usage de la guerre des drones pourrait « mener des guerres perpétuelles dans le monde entier, et beaucoup d'entre elles secrètes, sans aucune responsabilité ou aucun débat démocratique »,.
Aux États-Unis, l'intelligence artificielle liée à la sécurité relève depuis 2018 de la National Security Commission on Artificial Intelligence (en) (Commission de sécurité nationale sur l'intelligence artificielle),.
Le 31 octobre 2019, le Defense Innovation Advisory Board (en) du ministère de la Défense des États-Unis a publié l'ébauche d'un rapport exposant cinq principes pour l'intelligence artificielle militarisée et formulant 12 recommandations pour l'utilisation éthique de l'intelligence artificielle par le ministère de la Défense qui garantirait qu'un opérateur humain serait toujours en mesure de regarder dans la boîte noire et de comprendre le processus de la chaîne de mise à mort. La manière dont le rapport sera mis en œuvre constitue une préoccupation majeure.

### Violations possibles de l'éthique et des lois internationales
Stuart Russell, professeur d'informatique à l'Université de Californie à Berkeley, a déclaré que le système SALA le préoccupait, car il le jugeait contraire à l'éthique et inhumain. Le principal problème de ce système est qu'il est difficile de distinguer les combattants des non-combattants.
Certains (par exemple Noel Sharkey 2012) s'inquiètent de savoir si les SALA violent le droit international humanitaire, en particulier le principe de distinction, qui exige la capacité de distinguer les combattants des non-combattants, et le principe de proportionnalité, qui exige que les dommages causés aux civils soient proportionnels à l'objectif militaire. Cette préoccupation est souvent invoquée comme une raison d'interdire complètement les robots tueurs, mais il est douteux qu'elle puisse être un argument contre les SALA qui ne violent pas le droit international humanitaire,,.
Un rapport publié en 2021 par le Service de recherche du Congrès américain affirme qu'« il n'existe pas d'interdictions juridiques nationales ou internationales sur le développement et l'utilisation des SALA », bien qu'il reconnaisse les discussions en cours dans le cadre de la Convention des Nations unies sur certaines armes classiques (CCAC).
Certains disent que les armes autonomes brouillent les limites de la responsabilité d'un meurtre particulier. Le philosophe Robert Sparrow soutient que les armes autonomes sont causalement, mais pas moralement responsables, comme les enfants soldats. Dans chaque cas, il affirme qu'il existe un risque d'atrocités sans sujet approprié à tenir pour responsable, ce qui viole le droit de la guerre. Thomas Simpson et Vincent Müller soutiennent qu'ils peuvent faciliter l'enregistrement de qui a donné quel ordre. De même, Steven Umbrello, Phil Torres et Angelo F. De Bellis soutiennent que si les capacités techniques des SALA sont au moins aussi précises que celles des soldats humains, alors, étant donné les lacunes psychologiques des soldats humains dans la guerre, seuls ces types de SALA éthiques devraient être utilisés. De même, ils proposent d'utiliser l'approche de conception sensible aux valeurs (en) comme cadre potentiel pour concevoir ces lois afin de les aligner sur les valeurs humaines et le droit international humanitaire. En outre, les violations potentielles du droit international humanitaire par les SALA ne sont - par définition - applicables que dans des contextes de conflit qui impliquent la nécessité de faire la distinction entre les combattants et les civils. En tant que tel, tout scénario de conflit dépourvu de la présence de civils - c'est-à-dire dans l'espace ou en haute mer - ne se heurterait pas aux obstacles posés par le droit international humanitaire .

### Campagnes visant à interdire les SALA
La perspective des SALA a suscite un débat important, notamment sur le risque de voir des robots tueurs parcourir la terre - dans un avenir proche ou lointain. Un groupe Campaign to Stop Killer Robots (en) s'est formé en 2013. 
En 2014, des pourparlers sont entamés, mais sous l'égide de la Convention sur certaines armes classiques (CCAC). Dans ce cadre un seul pays a le pouvoir de bloquer une proposition, ce qui freine les avancées. 
En juillet 2015, plus de 1 000 experts en intelligence artificielle signent une lettre alertant sur la menace d'une course aux armements intelligents et appelant à une interdiction des armes autonomes. Elle est présentée à Buenos Aires lors de la 24e Conférence internationale conjointe sur l'intelligence artificielle (IJCAI-15), notamment cosignée par Stephen Hawking, Elon Musk, Steve Wozniak, Noam Chomsky, Jaan Tallinn - cofondateur de Skype, et Demis Hassabis - cofondateur de Google DeepMind,. Selon PAX For Peace (l'une des organisations fondatrices de la Campaign to Stop Killer Robots (en)), les armes entièrement automatisées abaisseront le seuil de déclenchement de la guerre, car les soldats seront retirés du champ de bataille et le public sera éloigné de l'expérience de la guerre, ce qui donnera aux hommes politiques et aux autres décideurs plus de latitude pour décider du moment et de la manière d'entrer en guerre. Ils préviennent qu'une fois déployés, ces armes rendront le contrôle démocratique de la guerre plus difficile - ce dont l'auteur de Kill Decision (en) (un roman sur le sujet) et spécialiste des technologies de l'information Daniel Suarez a également mis en garde : selon lui, cela pourrait recentraliser le pouvoir entre quelques mains en exigeant que très peu de personnes fassent la guerre. Il existe des sites web qui protestent contre le développement des SALA en présentant les ramifications indésirables si la recherche sur l'application de l'intelligence artificielle à la conception des armes se poursuit. Sur ces sites, les nouvelles concernant les questions éthiques et juridiques sont constamment mises à jour pour que les visiteurs puissent récapituler les nouvelles récentes concernant les réunions internationales et les articles de recherche concernant les SALA.
En 2018, le Saint-Siège, à plusieurs reprises demande à la communauté internationale d'interdire les SALA ; en novembre l'archevêque Ivan Jurkovič, observateur permanent du Saint-Siège auprès des Nations unies, a déclaré : « Afin d'éviter une course aux armements et l'augmentation des inégalités et de l'instabilité, c'est un devoir impératif d'agir rapidement : il est temps d'empêcher que les SALA deviennent la réalité de la guerre de demain. » L'Église s'inquiète du fait que ces systèmes d'armes peuvent irréversiblement changer la nature de la guerre, créer un détachement de la personne humaine et remettre en question l'humanité des sociétés.
Le 29 mars 2019, à l'ONU, la majorité des gouvernements représentés à une discussion sur le sujet étaient favorables à une interdiction des SALA. Une minorité de gouvernements, notamment ceux de l'Australie, d'Israël, de la Russie, du Royaume-Uni et des États-Unis, s'opposaient à une interdiction.
Plus de 3 ans plus tard (2022), les discussions pour l'élaboration d'un traité sur les robots tueurs semblent toujours bloquées. L'Inde, la Russie et quelques autres pays ayant déjà investi dans ce type d'applications militaires de l’IA s'opposent à une interdiction. À Genève, le 10 novembre 2022, Human Rights Watch et l’International Human Rights Clinic (Clinique du droit international des droits humains) de la faculté de droit de Harvard co-publient une proposition alternative, dans un rapport intitulé « An Agenda for Action : Alternative Processes for Negotiating a Killer Robots Treaty » ( « Un programme d’action : Des processus alternatifs pour la négociation d’un traité sur les robots tueurs » ). Ces ONG invitent les gouvernements à créer nouveau un forum international dédié au sujet, qui pourrait s'inspirer des retours d'expériences du travail réalisé sur les accords de désarmement humanitaire (ex : traité interdisant les armes à sous-munitions). Bonnie Docherty invite les pays à agir dès maintenant « pour ne pas se laisser dépasser par les évolutions technologiques ». En octobre, plus de 70 pays, diverses ONG et le Comité international de la Croix-Rouge jugent urgente et possible l’adoption, via un traité, d'interdictions et de restrictions, et Boston Dynamics et cinq autres grands compagnies s'engagent à ne pas transformer en armes leurs robots mobiles avancés, en appelant les autres entreprises du secteur à « prendre l’engagement similaire de ne pas concevoir, autoriser, soutenir ou favoriser l’attachement d’armements à de tels robots ». António Guterres (Secrétaire général des Nations Unies) appelle lui-même à un traité contre  de telles arme, « moralement révoltantes et politiquement inacceptables ». La coalition Stop Killer Robots (« Stopper les robots tueurs ») regroupe plus de 190 ONG de 67 pays, au service du plaidoyer pour une nouvelle loi internationale sur l’autonomie des systèmes d’armes. Un traité devrait a minima contenir de interdiction et des obligations positives « visant à assurer un véritable contrôle humain sur d’autres systèmes d’armes dotés d’une autonomie. L’expression « contrôle humain significatif » est communément entendu comme l’exigence d’une technologie compréhensible, prévisible et restreinte dans l’espace et dans le temps ».

### Pas d'interdiction, mais une réglementation
Une troisième approche se concentre sur la réglementation de l'utilisation des systèmes d'armes autonomes au lieu d'une interdiction. La maîtrise des armements de l'intelligence artificielle militaire nécessitera probablement l'institutionnalisation de nouvelles normes internationales incorporées dans des spécifications techniques efficaces, combinées à une surveillance active et à une diplomatie informelle par des communautés d'experts, ainsi qu'à un processus de vérification juridique et politique,,,.